# Elnias Šiauliai
El Elnias Šiauliai fue un equipo de fútbol de Lituania que participó en la A Lyga, la primera división de fútbol en el país.

## Historia
Fue fundado en el año 1947 en la ciudad de Šiauliai por un grupo de trabajadores del cuero y zapateros de la ciudad. Fue uno de los equipos de fútbol más fuertes de Lituania bajo el dominio soviético, ganando la A Lyga en 7 ocasiones y la Copa de Lituania en 3 ocasiones, todos los títulos entre las décadas de los años 1940s y 1960s.
El club terminó desapareciendo en 1986 por problemas financieros.

## Palmarés
- Lithuanian SSR Top League (7): 1948, 1949, 1953, 1957, 1958, 1959-1960, 1960-1961
- Tiesa Cup (3): 1950, 1957, 1959

## Jugadores

### Jugadores destacados
- Algirdas Griškonis, 1949–1963
- Vladas Tučkus, 1949
- Romualdas Urnikas, 1959–1966

## Entrenadores
- Voldemaras Jaškevičius, 1948-1953
- A. Sipavičius, 1955-1958
- I. Urbonas, 1958-1959
- V. Šambaris, 1959-1960
- S. Rostkauskas, 1961-1965
- H. Jakimavičius, 1966-1968
- R. Jankauskas, 1969-1986